# El testamento de Sherlock Holmes
El Testamento de Sherlock Holmes es un videojuego de aventura de la franquicia Aventuras de Sherlock Holmes desarrollado por Frogwares. Los desarrolladores de Frogwares han descrito el juego como "el juego más grande y más hermoso". Después de haberse retrasado de su lanzamiento original en 2010, el juego fue lanzado en Europa el 20 de septiembre de 2012 y en Norteamérica el 25 de septiembre de 2012.
Los tráileres fueron mostrados en E3 2011, con capturas de pantalla adicionales que se mostraron meses después. Más imágenes fueron también publicadas. El juego fue desarrollado principalmente para consolas, y cuenta con un nuevo motor gráfico y mecánica de juego.
El juego se basa en el detective ficticio Sherlock Holmes, el protagonista de 56 historias cortas y 4 novelas de Sir Arthur Conan Doyle. Como muchos otros juegos de la serie, el juego presenta una historia y argumento originales que no se basa en ninguna de las obras de Arthur Conan Doyle. El Testamento de Sherlock Holmes se ambienta en el Londres de 1898, con Holmes presentado como el principal sospechoso en un caso en el que no puede probar su inocencia.

## Trama

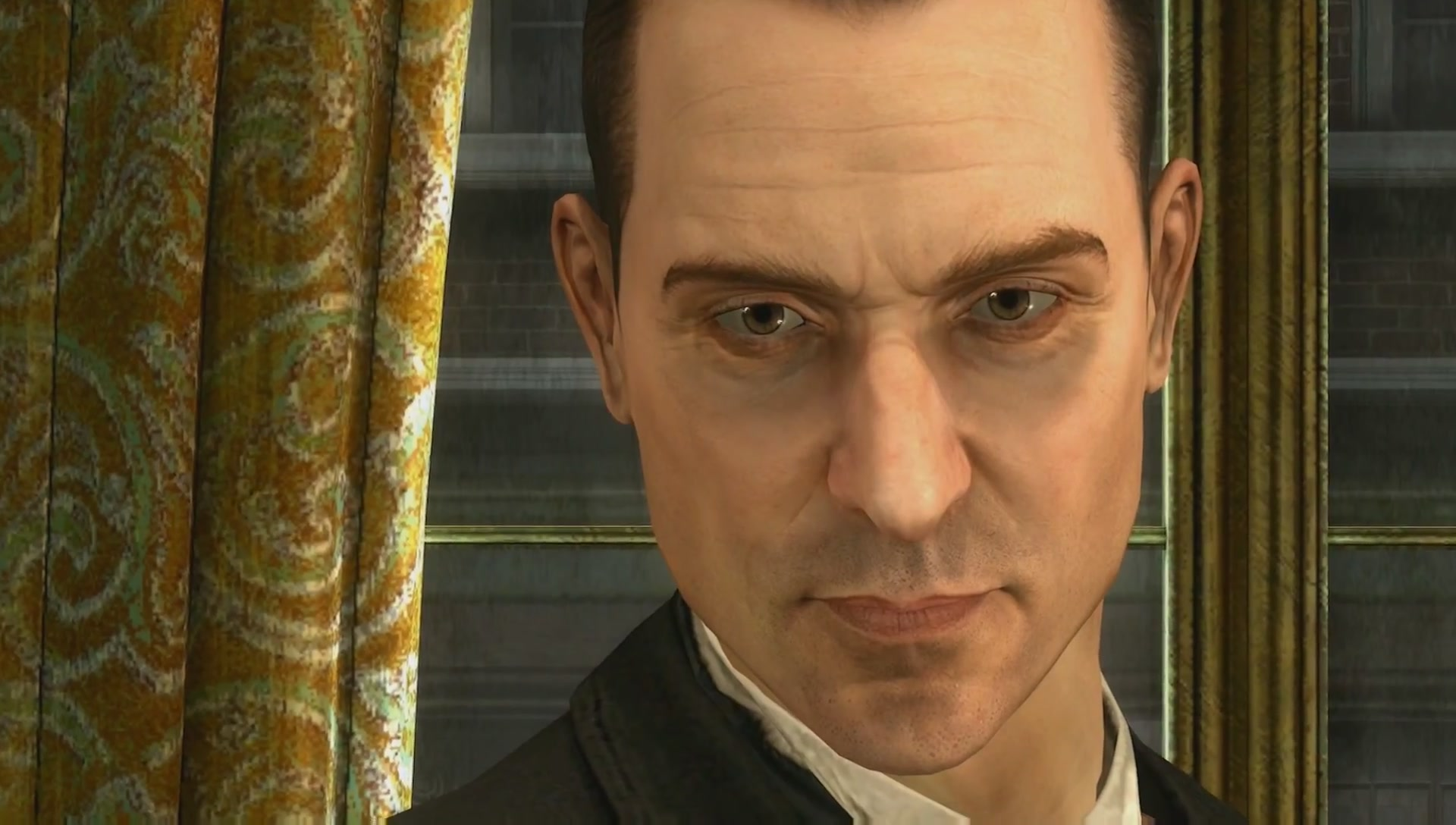
Sherlock Holmes comienza a descender en un infierno cuando Londres comienza a tener dudas y comienza a perder su confianza en él.

En Londres, 1898, Holmes ha resuelto exitosamente un nuevo caso al recuperar un collar de perlas invaluable que había sido robado. Por desgracia, la propietaria de las joyas revela que el collar que Holmes le devolvió es una mala imitación y todo parece incriminar al detective. Durante las secuencias siguientes, Holmes le dice a Watson que tiene una cita inmediata con el Obispo de Knightsbridge. Al llegar, descubre que el obispo ha sido atado, quemado y mutilado. Un nuevo personaje llamado Inspector Baynes también aparece.
Sherlock Holmes comienza verdaderamente a descender en un infierno cuando Londres comienza a tener dudas y comienza a perder su confianza en aquel que es incapaz de refutar las sospechas o de desmentir los cargos en su contra. Incluso la inquebrantable fe del Doctor Watson en su amigo empieza a vacilar como el famoso detective evita Scotland Yard, comienza a comportarse de manera extraña al participar en escapadas nocturnas, chantajea y destruye las pruebas, y levanta sospechas adicionales.

## Jugabilidad

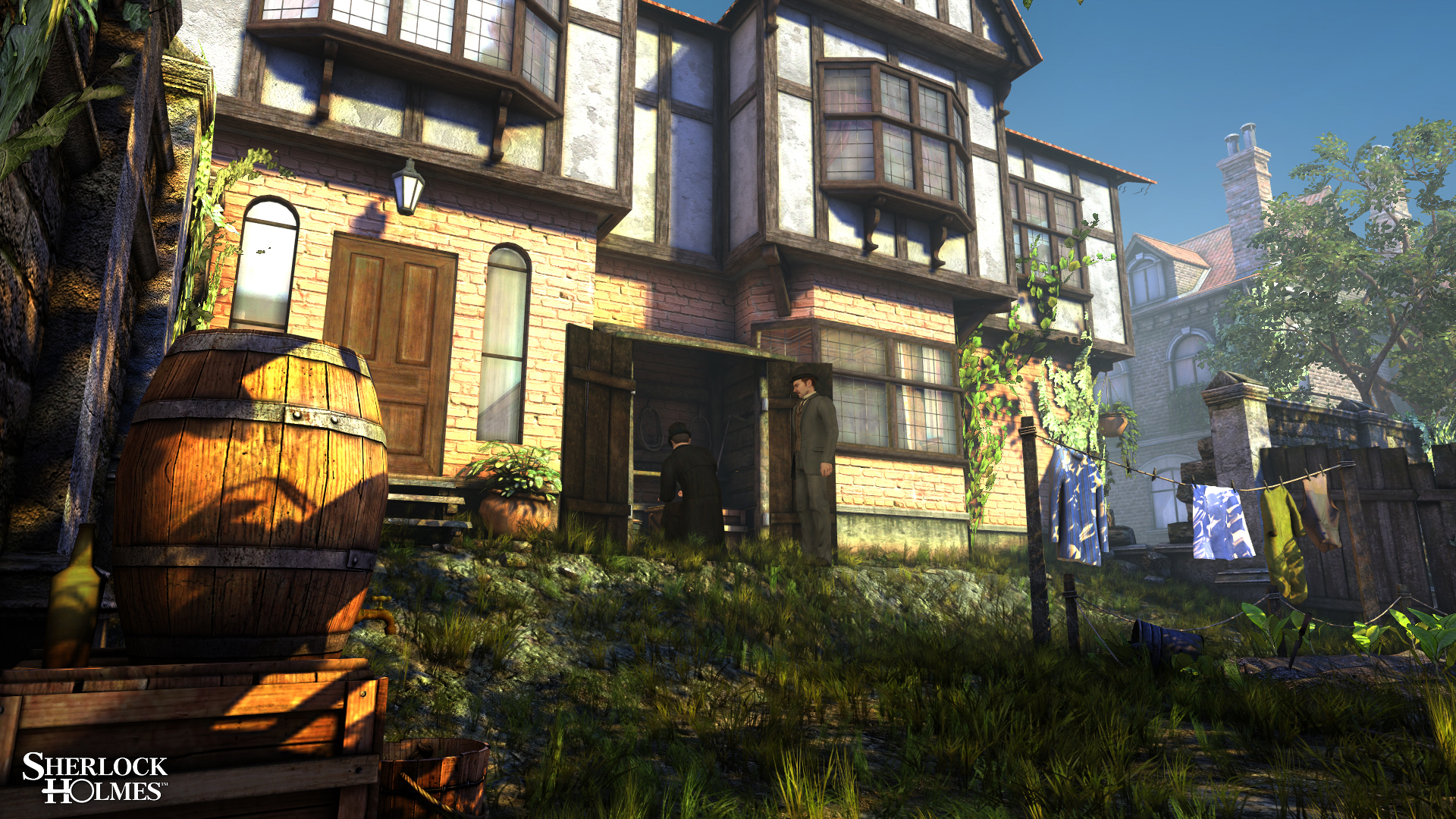
Jugabilidad de El Testamento de Sherlock Holmes.

Como Sherlock Holmes en un ambiente de mundo abierto, el jugador se enfrenta a una investigación abierta, y decide lo que quiere seguir, y lo que ignorar. Los jugadores pueden manipular e inspeccionar las pistas, recrear los crímenes y utilizar el sistema de deducción del juego para tomar sus propias decisiones acerca de la inocencia y la culpabilidad de los sospechosos. Los diferentes enfoques de interrogatorios pueden cambiar el curso de un interrogatorio al permitir al jugador capturar a los sospechosos con la guardia baja, o recopilar información valiosa. Y mientras más eventos ocurran que pongan en duda la naturaleza del carácter cambiante de Holmes, usted asumirá el papel de Watson y está obligado a averiguar si el famoso detective es capaz de tales actos brutales o si hay algo más profundo en juego.
El juego utiliza un motor gráfico nuevo, especialmente desarrollado para mostrar escenas complejas del entorno del Londres del siglo XIX del juego, utilizando texturas de alta resolución. El gore completo se muestra en todo su esplendor, a diferencia del juego anterior donde los cadáveres son vistos como dibujos y retratos para demostrar respeto a las verdaderas víctimas. Los jugadores tienen la opción de utilizar un gamepad mientras juegan, y el sistema de control ha sido especialmente formateado para consolas. La forma que tienen los gráficos del Londres de 1898, significó un salto sobre los lugares vistos en Sherlock Holmes contra Jack el Destripador, y alterna entre las vistas de primera a tercera persona en un gamepad de consola. Ha habido algunas adiciones hechas a la jugabilidad centrada en enigmas del título, sobre todo los indicadores de "puntos de interés" opcionales para ayudar a Holmes a descubrir pistas, así como un "sexto sentido" funcional que puede ayudar a Sherlock cuando está atorado. Hay alrededor de 20 lugares en todo el juego, cada uno con puzles únicos, que van desde Baker Street, a los barrios pobres de Londres, a un fumadero de opio de tonos carmesí, y aproximadamente 12-15 horas de juego.
La jugabilidad en general progresa a medida que se recogen pistas y pruebas en todas las formas que sea capaz de descubrir, desde material escrito y pistas ambientales a objetos reales que se recogen en el inventario. Al reunir pistas, acabará reconstruyendo la evidencia para llegar a una deducción.
Un nuevo motor de juego ha sido especialmente construido para esta nueva aventura para sumergir a los jugadores en un universo creíble, realista y fascinante. Las escenas extremadamente complejas sentarán las bases para las investigaciones de los jugadores. Pueden examinar cada centímetro en busca de pistas. Los entornos recibieron una gran atención a los detalles, al igual que los personajes. Usando captura de movimientos, los actores reales ahora dan vida a los nuevos y muy detallados y finamente texturizados modelos. Esta técnica aumenta el realismo y la credibilidad de cada acción y cada escena cinemática que avanza la historia. El juego también se beneficia de una nueva luz y un sistema de sombras, diversos efectos de imagen post-tratamientos, una voz de alta calidad y dirección cinematográfica.

## Desarrollo
Tras la publicación del portado Sherlock Holmes contra Jack el Destripador, Frogwares y la distribuidora francesa Focus Home Interactive consiguieron retroalimentación de jugadores de consola, en particular que deseaban más juegos de aventura con gráficos 3D y los valores de producción para que coincida con lo que otros géneros están ofreciendo. Y Frogwares admitió estar ansioso en entregar uno. Aunque Waël Amr, el director general, insiste que no significa que se olvide de los jugadores de PC, como algunos ya especulan. El desarrollo del juego tardó casi tres años en completarse.
Waël Amr explica que en el pasado, el equipo siempre ha estado limitado en alcanzar el mercado de PC al tratar de apuntar a un punto medio con los usuarios de PC, por lo que las especificaciones han sido reducidas para que correspondan a la mayor participación del mercado. Con este último juego que se está desarrollando con la actual generación de consolas en mente, el equipo de desarrollo ha sido finalmente capaz de concentrarse realmente en pulir los gráficos y crear el juego de aventuras que siempre han querido.
El anterior juego de la serie, Sherlock Holmes contra Jack el Destripador, fue portado para consola, pero era simplemente una conversión. En lugar de ser portado de una versión para PC del título, el equipo está desarrollando el nuevo juego específicamente para Xbox 360 y PlayStation 3 por primera vez.
Sherlock Holmes contra Jack el Destripador usaba dibujos para representar a las víctimas de asesinato, ocultando el horror de las escenas, por respeto a las víctimas históricas reales. Frogwares en el nuevo título se aproxima a momentos más maduros y gráficos. Como los personajes aquí son puramente ficticios, no hay restricción en mostrar la escena sangrienta en todo su esplendor.
Con esto, primero actualizaron los gráficos, y primero fue previsualizado en las capturas de pantalla. Estas imágenes fueron lanzadas por Frogwares para cada sitio web del juego, sobre todo GameSpot y IGN. El primero de ellos fue publicado en febrero de 2011, y salen más los meses siguientes. Después del lanzamiento del primer tráiler y jugabilidad en E3 2011, Frogwares después lanza 4 tráileres más con imágenes del juego, con uno más aún sin ser lanzado. El cuarto tráiler fue mostrado en E3 2012. Destructoid y AdventureGamers.com fueron los primeros en jugar a la demo del juego. Estas demos fueron publicadas más tarde en el Daily Demo de GameSpot, donde dos misiones de juego fueron publicadas en YouTube. Wael también presentó el juego en Gameswelt y GotGame.com, entreteniendo con entrevistas acerca de la mecánica de juego y el cronograma del equipo de desarrollo.
Estas mejoras se dijeron que eran parte de un movimiento más amplio para atraer a más jugadores de consola. Esto, sin embargo, coincide con un cambio en el enfoque de Frogwares a la dificultad. Anteriormente, los puzles increíblemente difíciles fueron considerados algo bueno, y el éxito fue medido en cuánto tiempo le tomó a la gente terminar el juego. En lo observado por Waël, estaban observando cuidadosamente en Internet, contando los días hasta que la gente comenzó a publicar soluciones completas. Ahora admiten que eso fue un enfoque "estúpido", y ahora están poniendo mucho énfasis en la accesibilidad y no quedarse atorados en el mismo lugar por mucho tiempo.
Con el tráiler mostrado en el E3 2011, Wael confirma que el juego mostrará el lado más oscuro de Holmes en el que ahora utiliza el chantaje, la falsificación y el aislamiento en el exilio, lejos de la sociedad. Diciendo que Holmes ahora dependerá de sus habilidades de supervivencia y de elegante de la calle emparejadas en un plan estilo el gato y el ratón ampliamente visto en otros juegos como en Tom Clancy's Splinter Cell: Conviction y Robert Ludlum's The Bourne Conspiracy.
Abril de 2011, el desarrollador de Frogwares anunció planes para lanzar el juego antes. En el momento en que el juego iba a salir en otoño de 2011. Un reciente post en la página de Facebook de Frogwares tiene confirmaciones del desarrollador admitiendo el juego estaba por ser lanzado a finales de 2011. Pero otra vez ha sido retrasado su lanzamiento en 2012. Frogwares reveló oficialmente la fecha de lanzamiento del juego para el 20 de septiembre de 2012.
Atlus, una marca de Index Digital Media, Inc., anunció en E3 2012 haber obtenido los derechos editoriales norteamericanos para el juego. "Estamos emocionados de continuar nuestra relación exitosa de licenciamiento con Focus Home Interactive," dijo Tim Pivnicny, Vicepresidente de Ventas y Marketing de ATLUS. "Sherlock Holmes es una marca internacionalmente reconocida y uno de los personajes más icónicos de la literatura, sin mencionar uno de los más duraderos, como lo demuestran las exitosas películas y series de televisión. Estamos encantados de ser parte de traer su aventura interactiva más provocadora y tecnológicamente avanzada a Norteamérica para Xbox 360 y PlayStation 3 para que los usuarios experimenten."

## Recepción
El juego recibió críticas mixtas buenas. Gamespot le otorgó 8.0 sobre diez y dijo "Incluso con los pequeños problemas con la caza de píxeles y la sobrecarga de puzzles, este es un juego de aventura intransigente y apasionante." Game Informer le concedió 7.50 sobre diez y dijo: "Fiel a sus hazañas pasadas, el más reciente caso de Holmes ofrece un intrigante misterio para desentrañar, a pesar de seguir cayendo en algunos errores comunes de los juegos de aventura."Playstation Lifestyle premió el juego con un 6.0 de diez, y dijo "Si eres un fan de los juegos de misterio, y un fan de Sherlock Holmes, disfrutarás de este título. Si estás buscando un juego de ritmo rápido, con estilo de acción, busca en otro lado."